# 威廉冰川 (博克格雷溫克海岸)
威廉冰川（英語：Wilhelm Glacier），是南極洲的冰川，位於維多利亞地的博克格雷溫克海岸，處於奧爾森冰川以北3.7公里，流經馬爾塔高原西坡，最終注入航海家冰川，美國地質調查局根據測量和該國海軍的空中照片繪入地圖，現時由南極條約體系管理。